# Harpesaurus tricinctus
Harpesaurus tricinctus là một loài thằn lằn trong họ Agamidae. Loài này được Duméril mô tả khoa học đầu tiên năm 1851.